# 勒皮 (贝尔福地区省)
勒皮（法語：Lepuix，法語發音：[ləpɥi]），又名勒皮-日（Lepuix-Gy），是法国勃艮第-弗朗什-孔泰大区贝尔福地区省的一个市镇，位于该省北部，孚日山南麓，属于贝尔福区。

## 地理
勒皮（47°45'38"N, 6°48'50"E）面积29.69 平方千米，位于法国勃艮第-弗朗什-孔泰大區贝尔福地区省，该省份为法国东北部内陆省份，东临上莱茵省，北起孚日省，西接上索恩省，南与杜省和瑞士接壤。
与勒皮接壤的市镇（或旧市镇、城区）包括：摩泽尔河畔圣莫里斯、塞文、普朗谢莱米讷、上欧克塞勒、日罗马尼、韦斯蒙、里耶韦斯蒙。

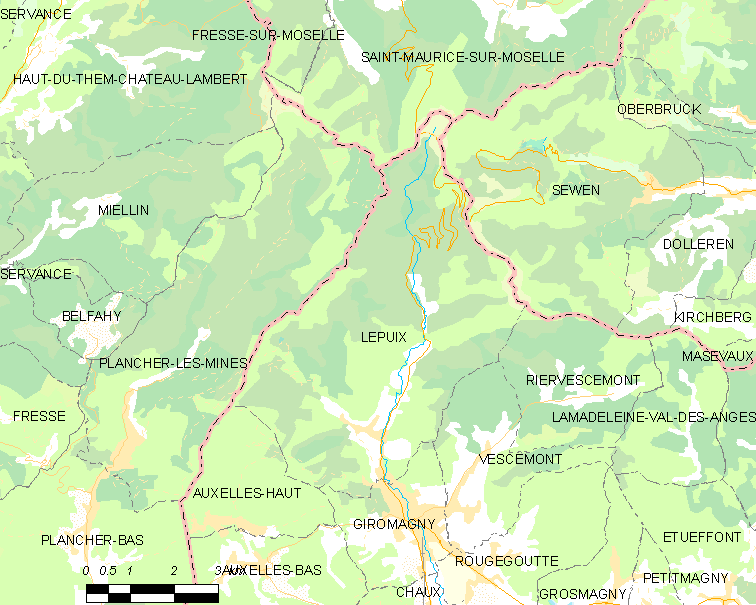
的OSM定位图

勒皮的时区为UTC+01:00、UTC+02:00（夏令时）。

## 行政
勒皮的邮政编码为90200，INSEE市镇编码为90065。

## 政治
勒皮所属的省级选区为日罗马尼县。

## 人口

1962-2008年间人口变化图示

勒皮于2022年1月1日时的人口数量为1113人。